# Liste der Gebietsänderungen in Thüringen 1996
Die Liste der Gebietsänderungen in Thüringen 1996 enthält Änderungen an Gemeindegebieten des Landes Thüringen in der Zeit vom 1. Januar 1996 bis zum 31. Dezember 1996. Dazu zählen unter anderem Zusammenschlüsse und Trennungen von Gemeinden, Eingliederungen von Gemeinden in eine andere, Änderungen des Gemeindenamens und Umgliederungen von Teilen einer Gemeinde in eine andere.

## Legende
- Datum: juristisches Wirkungsdatum der Gebietsänderung
- Gemeinde vor der Änderung: Gemeinde vor der Gebietsänderung
- Maßnahme: Art der Gebietsänderung
- Gemeinde nach der Änderung: Gemeinde nach der Gebietsänderung
- Landkreis: Landkreis der Gemeinde nach der Gebietsänderung

Die Sortierung erfolgt chronologisch: Datum, kreisfreie Städte, Landkreise, aufnehmende oder neu gebildete Gemeinde. Heute noch bestehende Gemeinden sind farbig unterlegt.

## Liste
| Datum      | Gemeinde vor der Änderung                                                                            | Maßnahme        | Gemeinde nach der Änderung | Landkreis              |
| ---------- | --- | --------------- | -------------------------- | ---------------------- |
| 01.01.1996 | Lehndorf Mockern Podelwitz Taupadel Zehma                                                            | Zusammenschluss | Saara                      | Altenburger Land       |
| 01.01.1996 | Großstöbnitz                                                                                         | Eingliederung   | Schmölln                   | Altenburger Land       |
| 01.01.1996 | Lehma                                                                                                | Eingliederung   | Wintersdorf                | Altenburger Land       |
| 01.01.1996 | Rüdigershagen                                                                                        | Eingliederung   | Niederorschel              | Eichsfeld              |
| 01.01.1996 | Fischbach Schmerbach Schwarzhausen Winterstein                                                       | Zusammenschluss | Emsetal                    | Gotha                  |
| 01.01.1996 | Catterfeld Engelsbach Gospiteroda Leina Schönau vor dem Walde                                        | Zusammenschluss | Leinatal                   | Gotha                  |
| 01.01.1996 | Daßlitz Nitschareuth                                                                                 | Eingliederung   | Langenwetzendorf           | Greiz                  |
| 01.01.1996 | Crock Oberland Wiedersbach                                                                           | Zusammenschluss | Auengrund                  | Hildburghausen         |
| 01.01.1996 | Rappelsdorf                                                                                          | Eingliederung   | Schleusingen               | Hildburghausen         |
| 01.01.1996 | Linden                                                                                               | Eingliederung   | Straufhain                 | Hildburghausen         |
| 01.01.1996 | Feldengel Großenehrich Holzengel Kirchengel Niederspier Otterstedt Rohnstedt Westerengel             | Zusammenschluss | Großenehrich               | Kyffhäuserkreis        |
| 01.01.1996 | Großberndten Hohenebra Immenrode Kleinberndten Schernberg Straußberg Thalebra                        | Zusammenschluss | Schernberg                 | Kyffhäuserkreis        |
| 01.01.1996 | Struth-Helmershof                                                                                    | Eingliederung   | Floh-Seligenthal           | Schmalkalden-Meiningen |
| 01.01.1996 | Großenlupnitz Hastrungsfeld-Burla Kälberfeld Sättelstädt Wenigenlupnitz                              | Zusammenschluss | Hörselberg                 | Wartburgkreis          |
| 01.01.1996 | Eckardtshausen Förtha                                                                                | Eingliederung   | Marksuhl                   | Wartburgkreis          |
| 01.01.1996 | Etterwinden                                                                                          | Eingliederung   | Moorgrund                  | Wartburgkreis          |
| 01.05.1996 | Wülfingerode                                                                                         | Eingliederung   | Sollstedt                  | Nordhausen             |
| 01.06.1996 | Dienstedt-Hettstedt Ehrenstein Großliebringen Nahwinden Niederwillingen Singerberg                   | Zusammenschluss | Ilmtal                     | Ilm-Kreis              |
| 04.06.1996 | Gräfenwarth                                                                                          | Eingliederung   | Schleiz                    | Saale-Orla-Kreis       |
| 01.07.1996 | Gehaus                                                                                               | Eingliederung   | Stadtlengsfeld             | Wartburgkreis          |
| 01.08.1996 | Nahetal Waldau                                                                                       | Zusammenschluss | Nahetal-Waldau             | Hildburghausen         |
| 01.08.1996 | Bettenhausen Gerthausen Helmershausen Hermannsfeld Stedtlingen Wohlmuthausen                         | Zusammenschluss | Rhönblick                  | Schmalkalden-Meiningen |
| 01.08.1996 | Herpf OT Seeba                                                                                       | Umgliederung    | Rhönblick                  | Schmalkalden-Meiningen |
| 01.08.1996 | Kleinkeula Menteroda Sollstedt Urbach                                                                | Zusammenschluss | Menteroda                  | Unstrut-Hainich-Kreis  |
| 01.08.1996 | Pferdsdorf Sünna                                                                                     | Eingliederung   | Unterbreizbach             | Wartburgkreis          |
| 18.10.1996 | Branderode Holbach Klettenberg Liebenrode Limlingerode Mackenrode Obersachswerfen Schiedungen Trebra | Zusammenschluss | Hohenstein                 | Nordhausen             |
| 31.12.1996 | Kosma                                                                                                | Eingliederung   | Altenburg                  | Altenburger Land       |